# Arch Enemy
Arč Enemi (engl. Arch Enemy) je švedski melodični det metal bend iz Halmstada.

## O bendu
Bend su 1996. godine formirali braća gitariste Majkl i Kristofer Amot, te bubnjar Danijel Erlandson i pevač Johan Liva. Bend je sa Livom snimio tri studijska albuma do 2000, kada ga je Majkl Amot zamolio da napusti bend jer je želio "dinamičnijeg frontmena", te zato jer nije bio zadovoljan njegovim nastupima uživo. Njegovo mesto preuzela je Nemica Angela Gosov, bivša pevačica bendova Asmodina i Mistres, koju je većina fanova dobro primila. Sa njom su snimili pet studijskih albuma, poslednji The Root of All Evil u septembru 2009. godine. Najnoviji album grupe je War Eternal, izašao je 2014, godine, i snimljen je sa novom pevačicom Alisom Vajt-Glutz.

## Članovi
Sadašnja postava
- Alisa Vajt-Glutz - vokal (2014.-)
- Majkl Amot - prva i ritam gitara, prateći vokal (1996.–)
- Jeff Loomis − prva i ritam gitara (2014.–)
- Šarli Danđelo − bas gitara (1999)
- Danijel Erlandson − bubnjevi (1996, 1998.–)

Bivši članovi
- Johan Liva − vokal (1996.–2000)
- Christopher Amott − prva i ritam gitara
- Nick Cordles − prva i ritam gitara
- Martin Bengtson − bas gitara (1997.−1998)
- Peter Vildoer − bubnjevi (1997)
- Fredrik Akeson − prva i ritam gitara (2005.−2007)
- Angela Gosov − vokal (2001.–2014)

## Diskografija
Studijski albumi
- 1996.:
- 1998.:
- 1999.:
- 2001.:
- 2003.:
- 2005.:
- 2007.:
- 2009.:
- 2011.:
- 2014.:
- 2017.:
- 2022.:

## Spoljašnje veze
- Zvanična prezentacija benda